# Nunazione
La nunazione o tanwīn è una caratteristica grammaticale di alcune lingue semitiche, in particolare della lingua araba, che consiste nell'aggiunta di una n a fine parola con valore morfologico (in particolare, nei nomi singolari, per ottenere l'indeterminazione).

## La nunazione nella lingua araba
Nella lingua araba classica la determinazione dei sostantivi e degli aggettivi al singolare è data, oltre che dalla presenza dell'articolo al- (o dall'annessione genitivale), anche dall'uso delle desinenze di caso -u, -a ed -i. Viceversa, l'indeterminazione, è marcata non solo dall'assenza dell'articolo ma anche dall'aggiunta di una nasale finale (n), per cui si avranno le desinenze -un, -an e -in:
al-bābu "la porta"; bābun "una porta"
li-l-maliki "al re"; li malikin "a un re"
Le desinenze sono qui riportate in apice perché nella lingua araba odierna non vengono pronunciate (e neppure scritte, salvo nei testi coranici, che sono vocalizzati, e nel caso dell'accusativo avverbiale).
Al duale e al plurale "sano" dei nomi maschili, la nunazione (presenza di una desinenza -ni o -na) contraddistingue lo stato "libero", in contrapposizione allo "stato costrutto", privo di tale desinenza:
(al-)bābāni "(le) due porte", ma bābā l-bayti "le due porte della casa"
(al-)muslimūna "(i) musulmani", ma muslimūna l-qaryati "i musulmani del villaggio"
Al di fuori del nome, la nunazione caratterizza anche un modo verbale, il cosiddetto "energico", che aggiunge alla vocale -a finale del congiuntivo vuoi una semplice -n (energico "leggero"), vuoi una desinenza -nna (energico "pesante").

## Etimologia
Il termine "nunazione" deriva da nūn, nome arabo della consonante ﻥ (equivalente alla nostra /n/). In lingua araba, la nunazione è invece detta tanwīn (تنوين).
Contrariamente a quanto il nome possa far credere, la nunazione non è mai resa graficamente con la consonante nūn, bensì con un raddoppiamento dei segni delle vocali brevi. Così, la nunazione della fatḥa (la vocale a, resa graficamente con una linea obliqua al di sopra della lettera) si ottiene scrivendo due linee oblique parallele ( ـً ) al di sopra della stessa.

## Paralleli semitici
La nunazione è la manifestazione di un fenomeno più generale che si ritrova in gran parte delle lingue semitiche, vale a dire l'aggiunta di una nasale in fine di parola, con diversi valori morfologici. Vi sono lingue per le quali questa nasale è una n, e per esse si parla di nunazione, mentre altre presentano invece una m, e in questo caso si parla di mimazione. In accadico l'alternanza di nomi con e senza -m finale era spesso casuale, e nelle fasi più antiche sembra che la mimazione conferisse un valore di determinatezza (a quell'epoca non era ancora nato l'articolo determinativo). La mimazione si ritrova anche nel plurale dei nomi maschili (e nelle forme duali) in ebraico, mentre l'aramaico formava i plurali con la nunazione.

## In altre lingue
Il fenomeno è presente anche in persiano, anche se è limitato ad alcune parole di origine araba, come per esempio  ًلتفا 'per favore' , o  ًحتما 'certamente'.

## Fonti
- Faruk Abu-Chacra, Arabic: an Essential Grammar, London/New York, Routledge, 2007, ISBN 978-0-203-08881-4.